# Vulcain (mythologie)
Pour les articles homonymes, voir Vulcain.
Vulcain (Vulcanus en latin) est le dieu romain du feu, des volcans, de la forge, et le patron des forgerons.
Il incarne non seulement le feu bienfaisant, source des industries humaines, mais aussi le feu destructeur dont il peut précipiter ou suspendre le cours : sous le surnom de mitis, le doux, ou quietus, le tranquille, il est celui qui peut éteindre les incendies.
Il est honoré chaque année au cours des Volcanalia. Les Romains l'ont identifié au dieu grec Héphaïstos, dont il a hérité des mythes (comme la plupart des divinités romaines).

## Étymologie
Son nom a fait l'objet de deux interprétations principales :
Selon l'une, la forme est empruntée par l'intermédiaire de l'étrusque Velchans au crétois Welkhanos, nom divin et qualificatif de Zeus. Selon l'autre, Volcānus est issu du dérivé possessif en *-no- de *wļkā- « maître de l'éclat lumineux », qui désigne différents phénomènes lumineux ou ignés. Le dieu est dans ce cas un ancien feu divin.

## Mythe
Fils de Jupiter et de Junon, Vulcain est dit « né de la cuisse de Junon ». Il a pour parèdre tantôt Junon, tantôt Maia, tantôt Ops, tantôt Vesta, il est l'époux de Vénus. 
Il a été l'époux de la déesse Maia, considérée comme une déesse de la Croissance identifiée à la Terre, et plus tard confondue avec la Pléiade du même nom. Double de Vesta, Stata Mater (en) est associée à Vulcain sans être son épouse. Elle incarne la stabilité du feu du foyer.
On lui prête de nombreux enfants, presque tous bâtards : les Cabires par la nymphe Cabeirô, les dieux Paliques par la nymphe Etna, divinité du volcan sicilien éponyme (selon diverses scholies).
Il réside sous l'Etna où il forge les traits de foudre pour son père. Il est représenté en costume ouvrier, vêtu de l'exomide, coiffé du pileus, tenant les tenailles (forceps) d'une main, le marteau (malleus) de l'autre, parfois auprès d'une enclume.

## Nature et fonctions

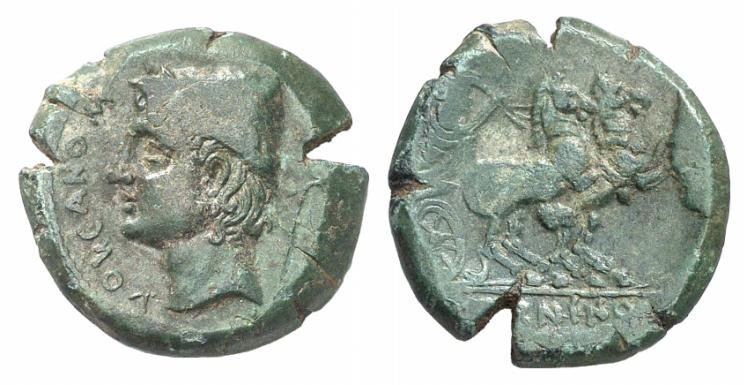
Tête de Vulcain avec capuchon et pinces. Revers: Jupiter sur un bige ; pièce romaine ancienne d'Aesernia (Isernia) -263/240 av. J.-C.

Ancien Feu divin de Rome, il est le feu qui, pour le bien ou pour le mal, dévore et détruit. Ce qui le rend utile et dangereux à la fois. Son rapport à la guerre est originel comme il ressort de la position de son temple situé sur la limite ancienne de Rome où il joue un rôle de gardien. Son caractère guerrier est confirmé par la présence d'un second temple situé sur le Champ de Mars. Selon Tite-Live, les armes prises à l'ennemi lui étaient consacrées. Comme d'autres dieux du feu, il représente la fonction guerrière, mais plus particulièrement défensive.
Vulcain est fréquemment associé à la foudre qui frappe son temple. Du fait de celle-ci, la tête de sa statue brûle. Il l'est également au feu volcanique qui lui doit son nom, ainsi qu'aux différents gaz enflammés qui sortent de terre, et aux orages et incendies de fin d'été comme il ressort de la date des Volcanalia le 23 août.
Il ne doit sa fonction de forgeron qu'à son identification à Héphaïstos. Il est devenu ainsi le dieu des forgerons, des métaux et de toutes les matières qui brûlent. Sa propre forge se trouve dans les îles Lipari, dans une des îles Éoliennes (couverte de rochers, dont le sommet vomit des tourbillons de fumée et de flamme ; c'est du nom de cette île, appelée autrefois Volcanie, aujourd'hui Vulcano, qu'est venu le mot volcan) ou sous l'Etna, en Sicile. Là, il confectionnait des armes avec l'aide des Cyclopes, notamment les armes d'Énée. Il n'est pas seulement le dieu du feu, mais encore celui du fer, de l'airain, de l'argent, de l'or, de toutes les matières fusibles. Vulcain a pour symbole un marteau.

## Culte

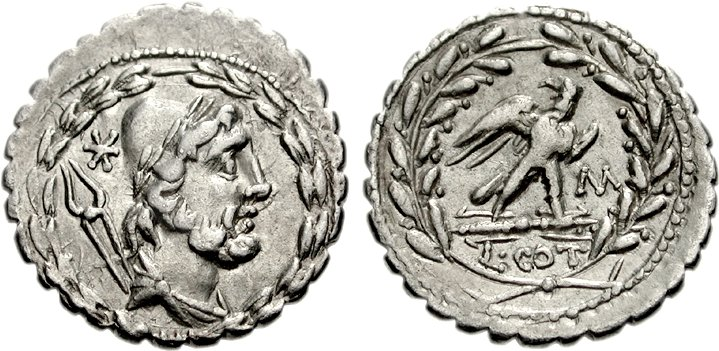
Denier. Buste drapé de Vulcain, coiffé d'un pileus avec couronne de laurier et pinces, 105 av. J.-C.

Vulcain est un dieu ancien et important qui a une fête annuelle, les Volcanalia ou Volcanalia et un flamine.
Les Volcanalia ou fêtes vulcanales, commençaient le 23 août et se célébraient pendant huit jours. Elles marquaient la fin de la canicule et des chaleurs ardentes de l'été. En l'honneur du dieu du feu, ou plutôt considérant le feu comme le dieu même, le peuple jetait des victimes dans un brasier, afin de se rendre la divinité propice. À l'occasion de ces fêtes, qui duraient huit jours consécutifs, il y avait des courses populaires où les concurrents tenaient une torche à la main. Celui qui était vaincu donnait sa torche au vainqueur.[réf. nécessaire]
Les Piscatorii Ludi (8 juin) sont également une fête de Vulcain. Ce jour-là, le peuple jette des petits poissons vivants sur l'aréa de Vulcain. Cette pratique rituelle insolite très ancienne était déjà incomprise des Romains qui lui ont cherché diverses justifications. Elle rejoint d'autres sacrifices de poissons au dieu Feu en tant que « feu des eaux » pour qu'il épargne les autres poissons de la chaleur excessive, du dessèchement des cours d'eau et qu'il assure une bonne pêche aux pêcheurs du Tibre qui célèbrent le sacrifice.

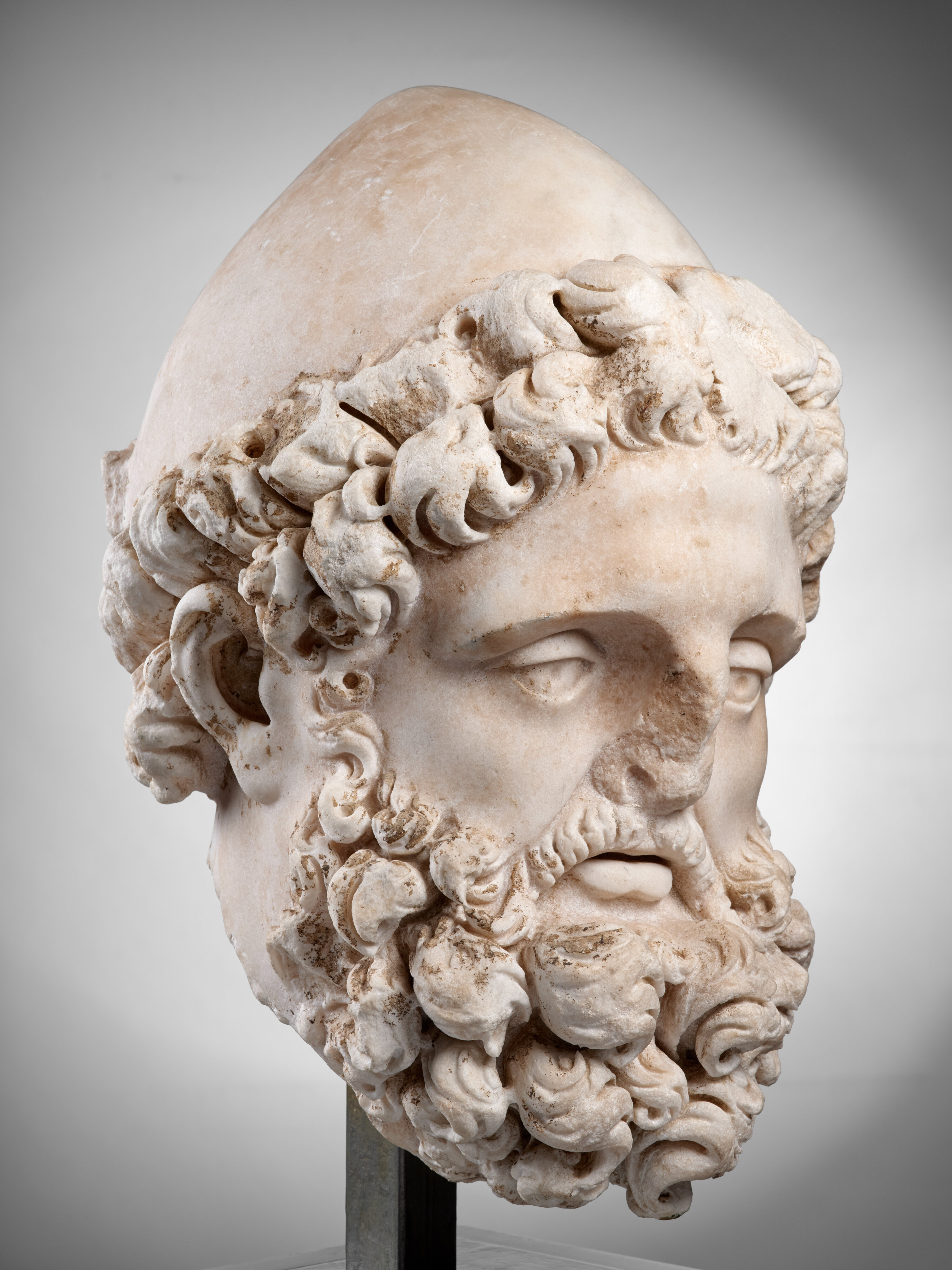
Tête de Vulcain découverte sur le site de la villa romaine de Chiragan, conservée au musée Saint-Raymond de Toulouse.

Le dieu avait plusieurs temples à Rome, mais hors des murs : le plus ancien, disait-on, bâti par Romulus était situé « pas loin de la limite de l'ancienne Rome palatine ». Dans ce temple se trouvait une statue d'Horatius Cocles qui aurait été frappée par la foudre.
Dans les sacrifices qui lui étaient offerts, on avait coutume de faire consumer par le feu toute la victime, de n'en réserver rien pour le festin sacré ; ainsi, c'étaient réellement des holocaustes. La garde de ses temples était confiée à des chiens ; le lion lui était consacré.
On regarda comme fils de Vulcain tous ceux qui se rendirent célèbres dans l'art de forger les métaux. Les surnoms les plus ordinaires qu'on donne à Vulcain sont Lemnius (« le Lemnien »), Mulciber ou Mulcifer (« qui manie le fer »), Etnæus (« de l'Etna »), Tardipes (« à la marche lente »), Junonigena (« fils de Junon »), etc. Utilisé comme durcissant des métaux, l'arsenic est oxydé, lors de la fonte des minerais métallifères, en trioxyde d'arsenic. Les métallurgistes antiques, exposés à ce composé toxique, devaient probablement développer des neuropathies périphériques à l'origine de difformités et paralysies et ont ainsi associé leur dieu à cette infirmité.
Servius Tullius, sixième roi de Rome, se prétendait fils de Vulcain. Un temple lui fut dédié, en 215 avant l'ère chrétienne.

## Interprétations philosophiques
Les néoplatoniciens, principalement le philosophe Porphyre de Tyr, en ont fait une représentation anthropomorphique du feu divin descendu sur Terre, et devenu feu central. Sa descente l'affaiblissant, il est représenté comme boiteux à cause de sa chute. Il a donc besoin de la hylè, c'est-à-dire du bois, ou de la matière comme support[réf. nécessaire].
En alchimie, on tient régulièrement Vulcain pour le feu philosophique : « Ainsi Pallas doit-elle gouverner Vulcain, c'est-à-dire que la préméditation et la sagesse doivent gouverner le feu philosophique, et comme au sujet de ce feu les replis sont nombreux, nous le trouvons traité en une quantité de passages. [...] Nous comprenons donc proprement par Vulcain le feu occasionnel ou innaturel et élémental, mais non le feu naturel. Toutefois nous ajoutons que le feu contre nature doit être préparé par Vulcain lui-même. Si tu le reconnais, tu obtiendras la moitié de l'œuvre philosophique. »

## Représentations dans les arts

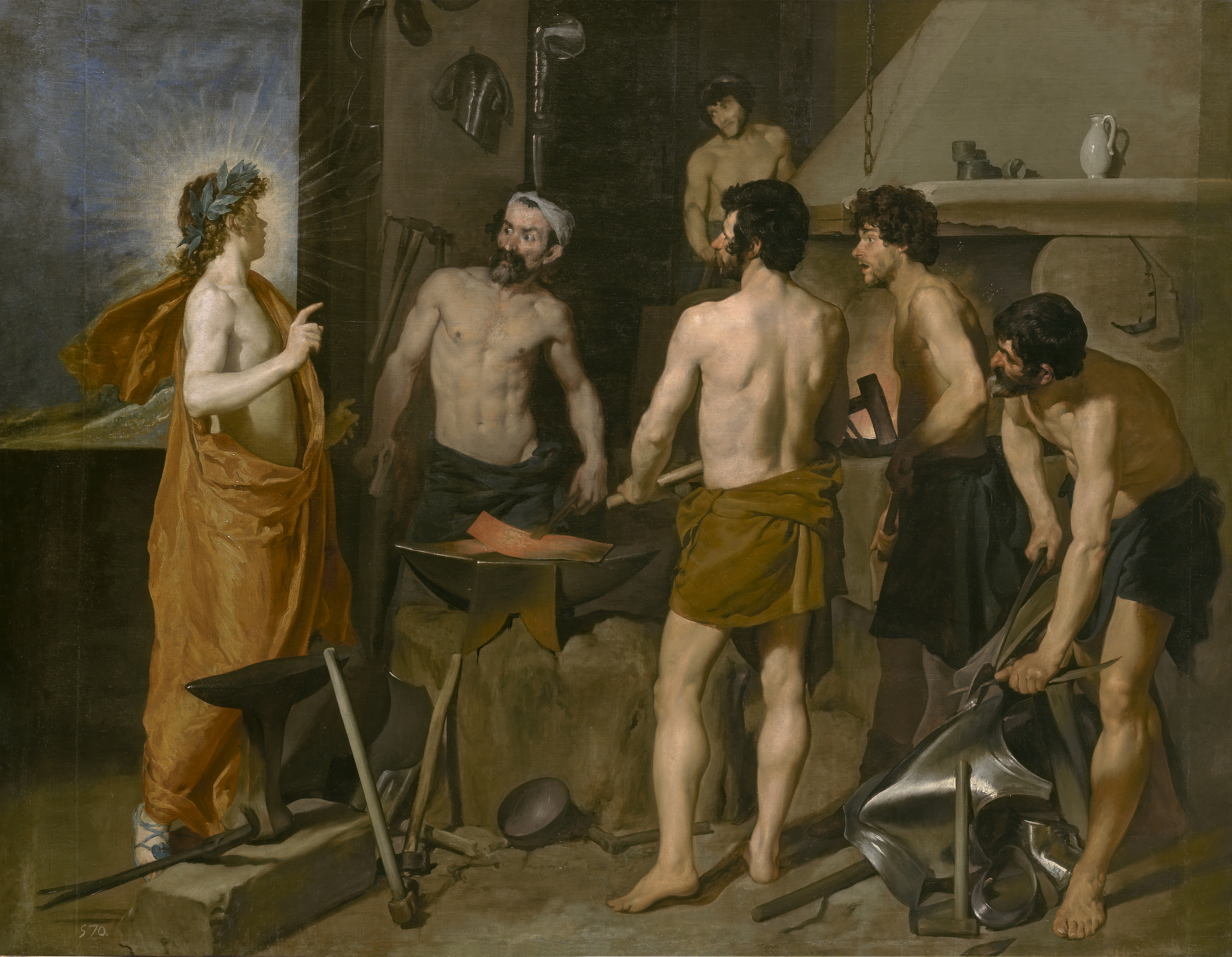
Diego Vélasquez, La Forge de Vulcain, 1630, musée du Prado.

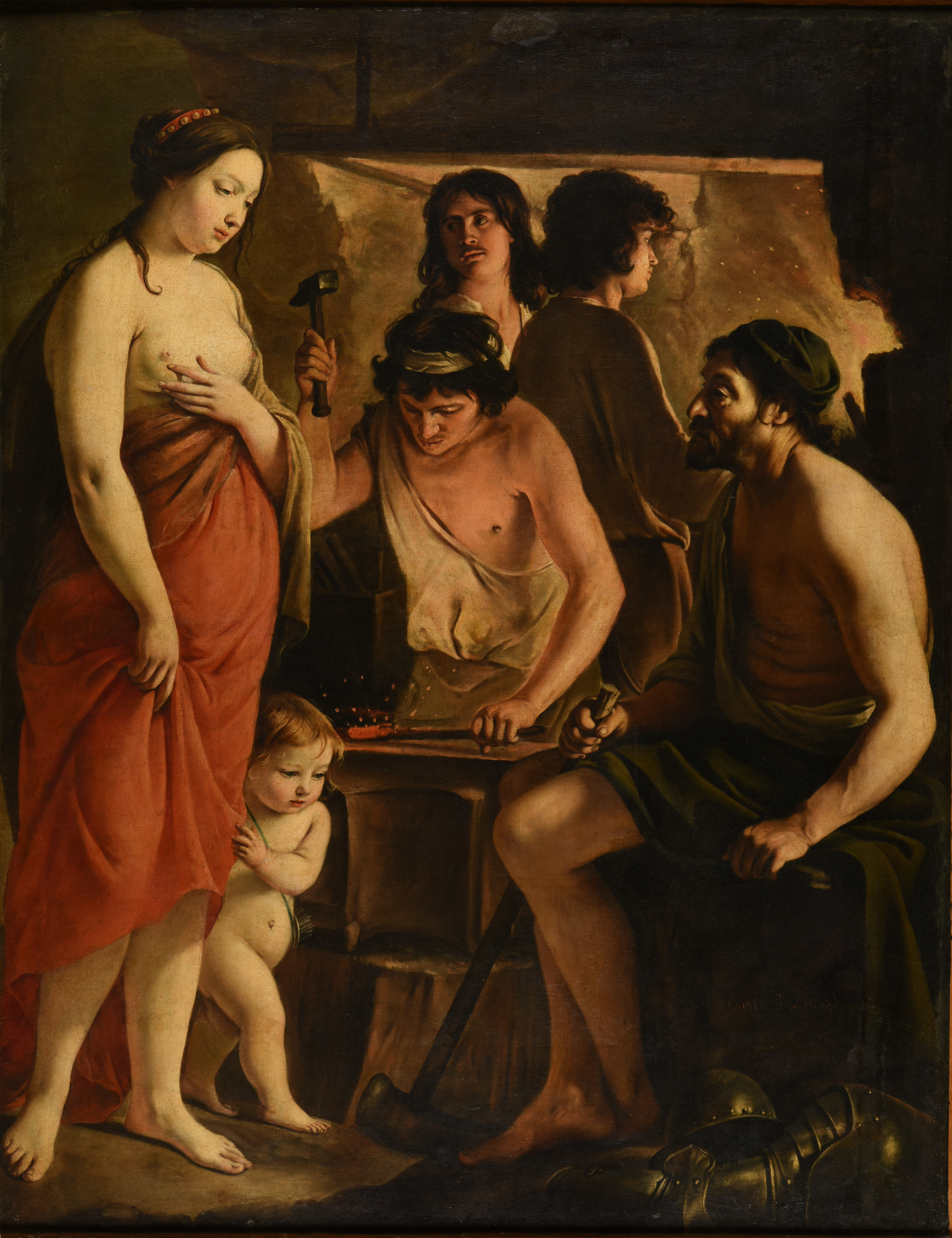
Frères Le Nain, Vénus dans la forge de Vulcain, 1641, Musée des Beaux-Arts de Reims.

- Sur les anciens monuments, ce dieu est représenté barbu, la chevelure un peu négligée, couvert à moitié d'un habit (parfois une peau de bête) qui ne lui descend qu'au-dessus du genou, portant un bonnet rond et pointu. De la main droite, il tient un marteau, et de la gauche, des tenailles. Bien que, selon la fable, il fut boiteux, les artistes supprimaient ce défaut ou l'exprimaient à peine sensible. Ainsi, il se présentait debout, mais sans aucune apparente difformité.
- Dans Le Paradis perdu de John Milton, Vulcain, sous le nom de Mulciber, est le grand architecte des Enfers.
- Vulcain fait partie des nombreux dieux cités dans la série de bande dessinée Astérix.
- Dans la série de science-fiction Star Trek, les vulcains ou vulcaniens sont une espèce humanoïde de la planète Vulcain.
- Louis-Nicolas Clérambault a composé une cantate, Les forges de Vulcain, opus 24.